# Inzinzac-Lochrist
 Inzinzac-Lochrist  (en bretón Zinzag-Lokrist) es una población y comuna francesa, situada en la región de Bretaña, departamento de Morbihan, en el distrito de Lorient y cantón de Hennebont.

## Demografía
| 5071 | 4714 | 5069 | 5594 | 5541 | 5395 |
| Para los censos de 1962 a 1999 la población legal corresponde a la población sin duplicidades (Fuente: INSEE [Consultar]) |      |      |      |      |      |